# Loose Nut
Loose Nut — пятый студийный альбом американской хардкор-панк группы Black Flag, выпущенный в 1985 году на лейбле SST Records. Его можно считать слиянием стилей панк-джаз альбома Slip It In и джаз-метала In My Head. Хотя альбом был не слишком хорошо встречен критиками, он достаточно популярен среди поклонников.

## Список композиций
1. «Loose Nut» (Грег Гинн) — 4:35
2. «Bastard in Love» (Грег Гинн) — 3:20
3. «Annihilate this Week» (Грег Гинн) — 4:44
4. «Best One Yet» (Кира Росслер, Генри Роллинз) — 2:37
5. «Modern Man» (Эд Данки, Чак Дуковски) — 3:11
6. «This is Good» (Грег Гинн, Генри Роллинз) — 3:34
7. «I’m the One» (Кира Росслер, Генри Роллинз) — 3:15
8. «Sinking» (Грег Гинн, Генри Роллинз) — 4:36
9. «Now She’s Black» (Билл Стивенсон) — 4:51

## В работе над альбомом участвовали
- Генри Роллинз — вокал
- Грег Гинн — гитара, продюсер
- Билл Стивенсон — ударные, продюсер
- Кира Росслер — бас-гитара
- Раймонд Петтибон — дизайн